# ابراهیم مصطفی
ابراهیم مصطفی (۱۸۸۸ - ۱۹۶۲) زبان‌شناس نحوی مصری و از اعضای فرهنگستان زبان عربی در قاهره بود. تحصیل خود را از الازهر آغاز کرد و از دارالعلوم فارغ‌التحصیل شد. نخست استادیار، سپس استاد ادبیات عرب در دانشگاه اسکندریه انتخاب شد. إحیاء النحو اثر برجستهٔ اوست. سر صناعة الإعراب از ابن جنی و إعراب القرآن از ابواسحاق زجاج را پژوهید و بازبینی نمود.